# ASD Soccer Trani
ASD Soccer Trani, zkráceně jen Trani je italský fotbalový klub hrající v sezóně 2023/24 ve 6. italské fotbalové lize sídlící ve městě Trani v regionu Apulie.

## Změny názvu klubu
- 1928/29 – 1929/30 – US Trani (Unione Sportiva Trani)
- 1930/31 – 1937/38 – AS Trani (Associazione Sportiva Trani)
- 1938/39 – 1947/48 – SS Trani (Società Sportiva Trani)
- 1948/49 – 1997/98 – AP Trani (Associazione Polisportiva Trani)
- 1998/99 – 2012/13 – AS Fortis Trani (Associazione Sportiva Fortis Trani)
- 2013/14 – US Calcio Trani (Unione Sportiva Calcio Trani)
- 2014/15 – 2022/23 – ASD Vigor Trani Calcio (Associazione Sportiva Dilettantistica Vigor Trani Calcio)
- 2023/24 – ASD Soccer Bunker Trani (Associazione Sportiva Dilettantistica Soccer Bunker Trani)
- 2024/25 – ASD Soccer Trani (Associazione Sportiva Dilettantistica Soccer Trani)

## Získané trofeje

### Vyhrané domácí soutěže
- 3. italská liga ( 1× )

1963/64
- 4. italská liga ( 2× )

1961/62, 1970/71

## Historie
Oficiální vznik fotbalového klubu je 29. leden 1929. Členové zvolili bílou a modrou barvu městského praporu a dali žádost o schválení klubu, aby byla umožněna registrace v soutěži. Dne 3. března se odehrál první zápas ve Třetí divizi (5. liga), kde vyhrál 3:2 proti Barlettě. Po sezoně postoupili do Druhé divize (4. liga). V následující sezoně opět slavili postup a mohli tak v sezoně 1930/31 hrát 3. ligu. Tu hrála do léta 1932, když se klub dostal do finančních problémů a zanikl.
Po krachu se ve městě rozproudila debata, aby byl klub obnoven. Dne 15. října 1932 zaslaly přihlášku Federaci dva kluby: NUF Trani a Trani Sports Association, založené lidmi předchozího klubu, tedy určeným dědicem. Oba kluby byly registrovány ve Třetí divizi (5. liga). Klub AS Trani zakončil turnaj na 3. místě. NUF však skončil na konci žebříčku ve spojení s Unione Sportiva Savoia a ukončila svou existenci. AS Trani existoval ještě 2 sezony a po sezoně 1934/35 byl disciplinárních důvodů vyloučen a do roku 1938 byl neaktivní.
V roce 1938 byl založen klub Trani Sports Club a byl zařazen do První divize (4. liga). Ve druhé sezoně postoupil do Serie C, kterou hrál do sezony 1946/47, ve které z 26 utkání jednou vyhrál. Nejlepšího umístění v této době zaznamenal v sezonách 1940/41 a 1941/42, když se umístil na 9. místě.
Vzhledem k pomalému úpadku klubu a následnému vzestupu Cral San Giorgio, druhého nejvýznamnějšího městského klubu, navrhl starosta apulijského města Pasquale Plantulli Lambert oba kluby sloučit, které by mohlo důstojně reprezentovat město Trani. [5] Vznikající sdružení přijalo název Polisportiva Trani, protože do něj zpočátku zařazovalo oddíly praktikující různé disciplíny. V sezoně 1952/53 již hraje ve 4. lize a hrál ji pět sezon v řadě. Poté sice sestoupil, ale po třech letech se vrátil a v sezoně 1961/62 postoupil po 15 letech do Serie C. Největším klubovým úspěchem bylo hraní ve 2. lize, kam postoupil po vítězné sezoně 1963/64. Hrál v ní dvě sezony, když v první obsadil 15. místo a ve druhé poslední 20. místo. V sezoně 1967/68 sestoupil do Serie D. I když se po třech sezonách vrátil o patro výš, vydržel tam dvě sezony a opět sestoupil. V sezoně 1974/75 se klub ocitl na čtyři sezony v 5. lize.
Od sezony 1988/89 již hraje ve 4. lize, kde vydržel do sezony 1995/96. Poté sestoupil a v roce 1997 ohlásil bankrot a do roku 1999 byl neaktivní. v roce 1999, se zrodil díky skupině devíti podnikatelů, Fortis Trani. Klub převzal sportovní licenci od klubu Libertas Barletta, hrající v 6. lize. Skupina podnikatelů, navzdory silné touze vrátit klub zpět do vyšších lig, vstupuje do kolizního kurzu a po dvou postupech a dvou slušných sezónách v Serii D byl klub opět vrácen do 6. ligy.
Opět Serii D klub hrál mezi sezonách 2010/11 až 2012/13. Po sezoně opět ohlásil bankrot, ale byl založen nový klub Unione Sportiva Calcio Trani, který do sezony 2023/24 hraje v regionální soutěži již pod novým názvem ASD Soccer Bunker Trani.

## Účast v ligách
| Úroveň soutěže | Název soutěže (nynější název) | První hraná sezona | Poslední hraná sezona | celkem odehraných sezon |
| -------------- | ----------------------------- | ------------------ | --------------------- | ----------------------- |
| 2              | Serie B                       | 1964/65            | 1965/66               | 2                       |
| 3              | Serie C                       | 1930/31            | 1972/73               | 14                      |
| 4              | Serie D                       | 1938/39            | 1995/96               | 23                      |
| 5              | Eccellenza                    | 1957/58            | 2012/13               | 17                      |